# Queenslands våta tropiker
Queenslands våta tropiker (engelska: Wet Tropics of Queensland) är ett världsarv och samlingsnamn för en serie nationalparker som sträcker sig 450 km längs Australiens nordöstra kust, från Townsville till Cooktown och gränsar till Stora barriärrevet, som är ett annat världsarv.
De tropiska våtmarkerna skrevs 1988 in på Unescos världsarvslista.
Nationalparker som inkluderas i världsarvet:
- Daintree nationalpark
- Endeavour River nationalpark
- Wooroonooran nationalpark
- Cedar Bay nationalpark

Därutöver ingår över 700 skyddade områden, inklusive privatägd mark.